# جبل كاريسيمبي
جبل كاريسيمبي بالإنجليزية (Mount Karisimbi) بركان يقع على الحدود التي تفصل رواندا عن جمهورية الكونغو الديمقراطية. يبلغ ارتفاعه 4 507 متر وهو أعلى قمة في جبال فيرونجا، وتعد منحدراته المدرجة في حديقة البراكين الوطنية موطنًا لبعض آخر مجموعات الغوريلا البرية في العالم.

## الجغرافيا
يقع جبل كاريسيمبي في شرق جمهورية الكونغو الديمقراطية التي تغطي المنحدرات الشمالية الغربية للجبل وشمال غرب رواندا التي تغطي المنحدرات الجنوبية والشمالية الشرقية للجبل. ويحده من الجنوب الغربي بحيرة كيفو، ومن الغرب نيراجونجو، ومن الشمال الغربي جبل ميكينو، ومن الشمال الشرقي فيسوك.

## أصل التسمية
يأتي إسم كاريسيمبي من كلمة في اللغة المحلية وهي «كينيارواندا» والتي تعني «الصدفة البيضاء الصغيرة». وهذا يشير إلى الغطاء الثلجي الأبيض الذي يمكن العثور عليه أحيانًا على قمة البركان.

## تاريخ
الانفجارات الأولى لجبل كاريسيمبي يرجع تاريخها إلى 240 ألف سنة مضت حيث انبعثت منه حمم لزجة تحركت شرقًا، وسافرت اثني عشر كيلومترًا باتجاه الجنوب الغربي من قباب الحمم البركانية ويعود تاريخ آخر ثوران معروف للبركان حسب ترجيح العلماء إلى سنة 8050 قبل الميلاد.

## السياحة
يُعتبر جبل كاريسيمبي، الذي يقع في شمال رواندا، واحدًا من أعلى الجبال في البلاد ويتميز بجماله الطبيعي وتنوعه البيولوجي من حيوانات مختلفة أبرزها الغوريلا، وعليه فهو يجذب العديد من السياح من مختلف أنحاء العالم بفضل مناظره الخلابة وأنشطته المتنوعة ؛ كما تنظم دولة رواندا رحلات سفاري دولية للجبل ومحيطه.